# Don McNeill
William Donald McNeill (Chickasha, 30 de abril de 1918 – Vero Beach, 28 de novembro de 1996) foi um tenista profissional estadunidense.

## Grand Slam finais

### Simples: 2 (2 títulos)
| Resultado | Ano  | Torneio       | Oponente    | Resultado               |
| Campeão   | 1939 | Roland Garros | Bobby Riggs | 7–5, 6–0, 6–3           |
| Campeão   | 1940 | US Open       | Bobby Riggs | 4–6, 6–8, 6–3, 6–3, 7–5 |

### Duplas: 3 (2 títulos, 1 vice)
| Resultado | Ano  | Torneio       | Parceiro       | Oponentes                    | Placar                    |
| Campeão   | 1939 | Roland Garros | Charles Harris | Jean Borotra Jacques Brugnon | 4–6, 6–4, 6–0, 2–6. 10–8  |
| Campeão   | 1944 | US Open       | Bob Falkenburg | Bill Talbert Pancho Segura   | 7–5, 6–4, 3–6, 6–1        |
| Vice      | 1946 | US Open       | Frank Guernsey | Gardnar Mulloy Bill Talbert  | 6–3, 4–6, 6–2, 3–6, 18–20 |

### Duplas Mistas: 1 (1 vice)
| Resultado | Ano  | Torneio | Parceira      | Oponentes                     | Placar   |
| Vice      | 1944 | US Open | Dorothy Bundy | Margaret Osborne Bill Talbert | 2–6, 3–6 |